# River Quanery
River Quanery är ett vattendrag i Dominica.   Det ligger i parishen Saint David, i den södra delen av landet, 12 km öster om huvudstaden Roseau. River Quanery ligger på ön Dominica.